# Osvaldo Salamina
Osvaldo Salamina (Milano, 4 giugno 1897 – Milano, 18 settembre 1978) è stato un calciatore italiano, di ruolo centrocampista.
Non va confuso con Fernando Salamina, anche lui centrocampista, ma da sempre tesserato per l'Enotria Goliardo. Fernando era più vecchio di circa 5 anni.

## Carriera
Con il Derthona disputa 24 gare nel campionato di Prima Divisione nella stagione 1922-1923. Successivamente giocò anche nel Varese.